# Svetlana Tcheremchanova
Svetlana Andreïevna Tcheremchanova, née le 21 août 1985 à Chadrinsk, est une haltérophile kazakhe jusqu'en 2010, devenue russe en 2011.

## Palmarès

### Championnats du monde d'haltérophilie
- Championnats du monde d'haltérophilie 2010 à Antalya
  - 7e en moins de 53 kg.
- Championnats du monde d'haltérophilie 2009 à Goyang
  - 5e  en moins de 53 kg.

### Championnats d'Europe d'haltérophilie
- Championnats d'Europe d'haltérophilie 2013 à Tirana
  -  Médaille d'argent en moins de 53 kg.
- Championnats d'Europe d'haltérophilie 2012 à Antalya
  -  Médaille de bronze en moins de 53 kg.
- Championnats d'Asie d'haltérophilie 2008 à Kanazawa
  -  Médaille de bronze en moins de 53 kg.